# John Strachey (journalist)
John St Loe Strachey, född den 9 februari 1860, död 1927, var en brittisk journalist och tidningsägare.
Strachey var andre son till sir Edward Strachey, 3:e baronet, och bror till Edward Strachey, 1:e baron Strachie och Henry Strachey. 
Han fick sin utbildning vid Balliol College, Oxford och började en bana som advokat, men valde att ta upp journalistiken som yrke. 
Mellan 1887 och 1925 var han redaktör på den kända konservativa politiska veckotidningen The Spectator.
Stracheys son John blev labourpolitiker och minister i regeringen. Dottern Amabel gifte sig med arkitekten Clough Williams-Ellis.